# سیارک ۱۱۴۴۹
سیارک ۱۱۴۴۹ (به انگلیسی: 11449 Stephwerner، نامگذاری:1979QP) یازده هزار و چهارصد و چهل و نهمین سیارک کشف شده‌است که در ۲۲ اوت ۱۹۷۹ کشف شد.